# Owatonna
Owatonna [ˌoʊwəˈtɒnə] är administrativ huvudort i Steele County i delstaten Minnesota i USA. Enligt 2020 års folkräkning hade Owatonna 26 420 invånare.

## Kända personer från Owatonna
- Usher L. Burdick, politiker
- E.G. Marshall, skådespelare
- Adam Young, musiker